# Bundenbach

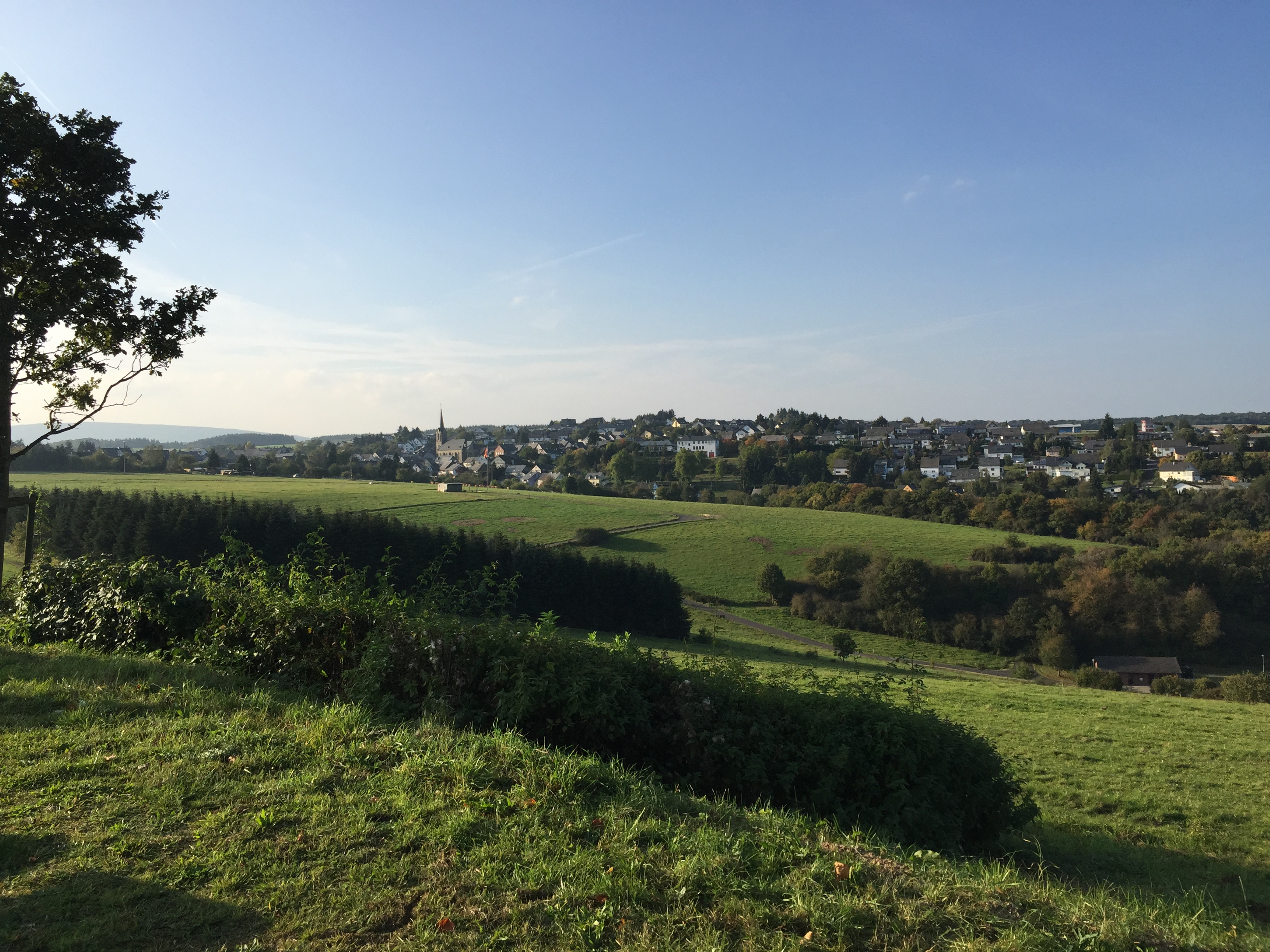
Bundenbach aus der Ferne – 2014

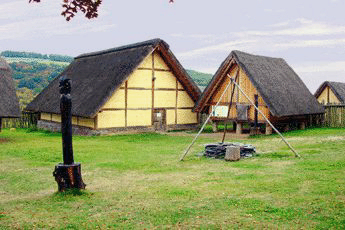
Rekonstruierte keltische Höhensiedlung

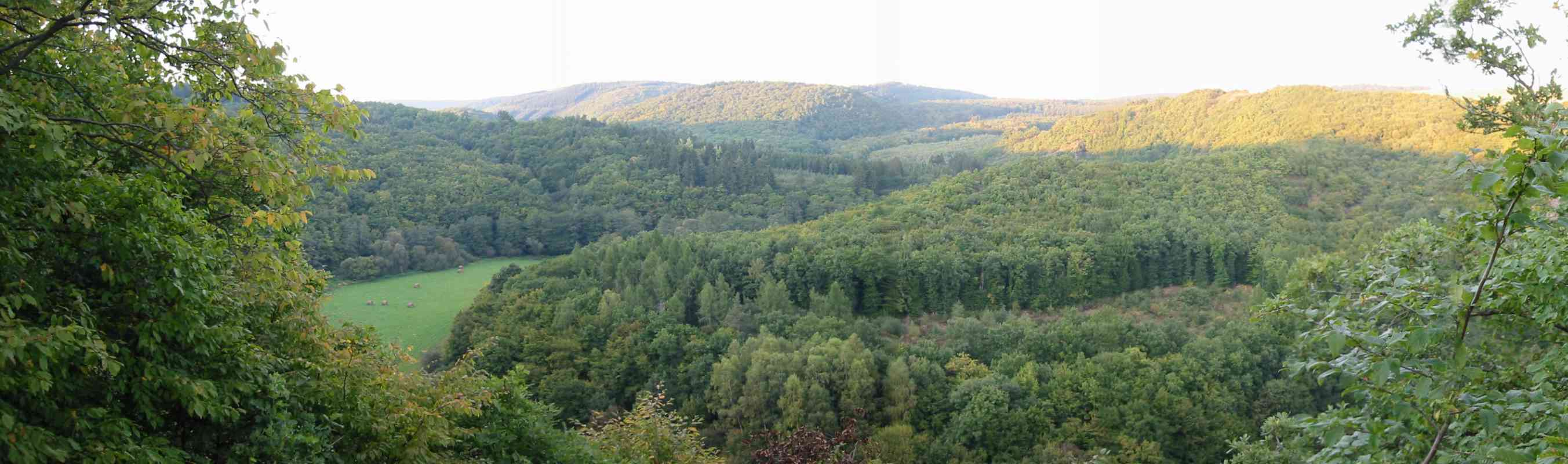
Hahnenbachtal

Bundenbach ist eine Ortsgemeinde im Landkreis Birkenfeld in Rheinland-Pfalz. Sie gehört der Verbandsgemeinde Herrstein-Rhaunen an und ist ein staatlich anerkannter Erholungsort. Bundenbach gilt wegen seiner rund 400 Millionen Jahre alten Fossilien von Panzerfischen und anderen Tieren aus dem Devon als Fossilienfundstätte von Weltrang.

## Geographie
Bundenbach liegt an der Hunsrück Schiefer- und Burgenstraße.
Die nächstgrößeren Städte sind Kirn, Idar-Oberstein und Simmern. Nachbarorte sind Rhaunen, Bollenbach, Schneppenbach und Bruschied.
Zu Bundenbach gehören auch die Wohnplätze Gaststätte Neumühle, Reinhardsmühle, Schiefergrube Bocksberg-Eschenbach und Besucherbergwerk Herrenberg.

## Geschichte
Auf einem Bergsporn bei Bundenbach, in einer Schleife des Hahnbaches, befand sich die spätkeltische Befestigungsanlage Altburg, auch castellum genannt, vom Stamm der Treverer. Sie gilt als die am vollständigsten erforschte Anlage dieser Art.
Bundenbach wurde am 14. März 1283 erstmals urkundlich erwähnt.
Bevölkerungsentwicklung
Die Entwicklung der Einwohnerzahl von Bundenbach; die Werte von 1871 bis 1987 beruhen auf Volkszählungen:
| Jahr | Einwohner |
| ---- | --------- |
| 1815 | 529       |
| 1835 | 763       |
| 1871 | 728       |
| 1905 | 850       |
| 1939 | 1.005     |
| 1950 | 969       |

| Jahr | Einwohner |
| ---- | --------- |
| 1961 | 883       |
| 1970 | 1.010     |
| 1987 | 1.013     |
| 1997 | 1.016     |
| 2005 | 1.015     |
| 2023 | 854       |

## Politik

### Gemeinderat
Der Gemeinderat in Bundenbach besteht aus zwölf Ratsmitgliedern, die bei der Kommunalwahl am 9. Juni 2024 in einer personalisierten Verhältniswahl gewählt wurden, und der ehrenamtlichen Ortsbürgermeisterin als Vorsitzender.
Die Sitzverteilung im Gemeinderat:
| Wahl | CDU | WGM a | WGW b | WGR c | Gesamt    |
| ---- | --- | ----- | ----- | ----- | --------- |
| 2024 | –   | 7     | 5     | –     | 12 Sitze  |
| 2019 | 5   | 7     | –     | –     | 12 Sitze  |
| 2014 | 7   | 5     | –     | –     | 12 Sitze  |
| 2009 | 5   | –     | –     | 7     | 12 Sitze  |
| 2004 | 9   | –     | –     | 7     | 16 Sitze0 |

### Bürgermeister
Verena Mächtel wurde am 19. September 2019 Ortsbürgermeisterin von Bundenbach. Bei der Wiederholungswahl am 25. August 2019 hatte sie sich mit einem Stimmenanteil von 66,73 % gegen ihren Vorgänger Michael Brzoska durchgesetzt. Diese Wahl war notwendig geworden, weil Brzoska als einziger Bewerber bei der Direktwahl am 26. Mai 2019 knapp die notwendige Mehrheit für eine Wiederwahl verfehlt hatte. Bei der Direktwahl am 9. Juni 2024 konnte Mächtel ihr Amt mit 58,6 % der Stimmen gegen zwei weitere Einzelbewerber verteidigen.

### Wappen
| Wappen von Bundenbach | Blasonierung: „Gespalten von Blau und Silber, vorne ein schräg gestelltes silbernes Buch, belegt mit drei schwarzen Kugeln (2/1), hinten ein durchgehendes rotes Balkenkreuz.“                                                                                   |
| Wappen von Bundenbach | Wappenbegründung: Die vordere Schildhälfte zeigt die Attribute des Ortspatrons, des hl. Nikolaus, der auch in dem alten Gerichtssiegel abgebildet war; die hintere Schildhälfte verweist auf die frühere Zugehörigkeit zum Territorium des Kurfürstentums Trier. |

## Kultur und Sehenswürdigkeiten
Sehenswert sind das Fossilienmuseum, die La-Tène-zeitliche keltische Höhensiedlung Altburg und das wildromantische Hahnenbachtal ohne Straßenverkehr. In dem Tal liegt die zum Nachbarort Schneppenbach gehörende mittelalterliche Burgruine Schmidtburg. Die Bundenbacher Schiefergrube Herrenberg war seit 1976 Besucherbergwerk; das Bergwerk ist seit 2023 nach einem Felssturz für die Öffentlichkeit gesperrt. 
Siehe auch: Liste der Kulturdenkmäler in Bundenbach

## Wirtschaft und Infrastruktur
In Bundenbach gibt es einen Kindergarten und ein Dorfgemeinschaftshaus. In Kirn befindet sich ein Bahnhof der Bahnstrecke Bingen–Saarbrücken. Im Norden befinden sich die Bundesstraße 50 und der Flughafen Frankfurt-Hahn.

## Söhne und Töchter der Ortsgemeinde
- Johann Thomas Petry, auch Petri (1720–1799), Baumeister
- Franz Mörscher (1931–2018), Bildhauer, Mosaikkünstler, Maler, Fotograf und Sachbuchautor
- Wendel Schäfer (* 1940), Lehrer und Schriftsteller